# Albericus variegatus
Albericus variegatus là một loài ếch trong họ Nhái bầu. Chúng là loài đặc hữu của Tây Papua, Indonesia.